# Майдан Братський Міст
Майдан Братський Міст — площа Луцька, що утворилася на місці найстарішого в місті однойменного мосту через рукав Стиру Глушець, який з'єднує острів, на якому виникло місто, із сушею.
Нині майдан Братський Міст знаходиться на стику шести вулиць: магістральних Ковельської, Богдана Хмельницького і Данила Галицького, проїзних Глушець та Братковського, а також нині пішохідної, а раніше центральної міської вулиці Лесі Українки.

## Історія

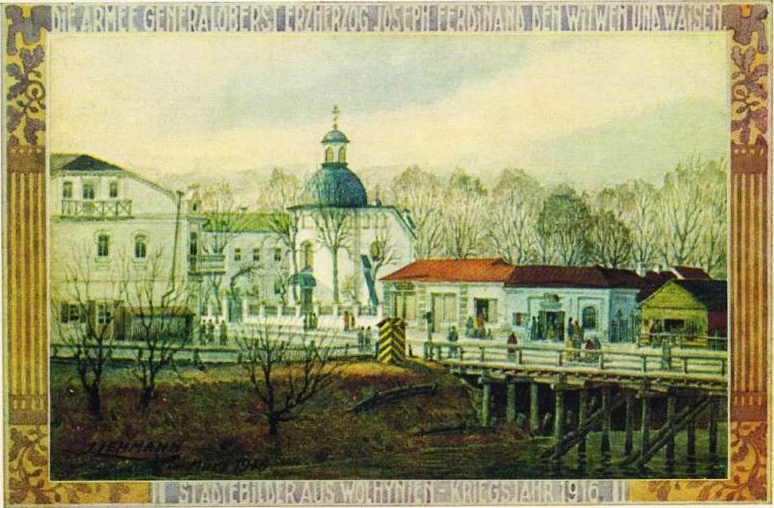
Торгові ряди на площі біля Братського мосту

Як випливає з літописів, в 1149 році острів, на якому розміщувався «град» Луцьк, з'єднувався із сушею довгою греблею посеред болота з мостом через рукав Стиру Глушець. З цієї греблі проходила єдина дорога, що пов'язувала укріплення з околицями.
Після влаштування на Глушецькому мосту в'їзних воріт у XV столітті, а по його боках укріплень, перед ним виникла торгова площа. Товар приходив сюди по Глушцю комягами (плоскодонними човнами) та перевантажувався на підводи.
Глушецький міст, який виходив зі Старого міста, довгий час був місцем прощання з Луцьком, з традиційним ритуалом кидання з мосту в воду якоїсь речі, для того щоб пізніше сюди повернутися. Під час подальшого розчищення русла в цьому місці було знайдено значну кількість керамічних трубок і монет.
На початку XVIII століття, коли розміщений поруч монастир Хресто-Воздвиженського братства перейшов під опіку монастирського ордену василіан, міст став називатися Василіанським, або в польському звучанні Базиліанським.
У кінці XVIII століття, коли Волинь увійшла до складу Російської імперії, міст стали називати Братнім.

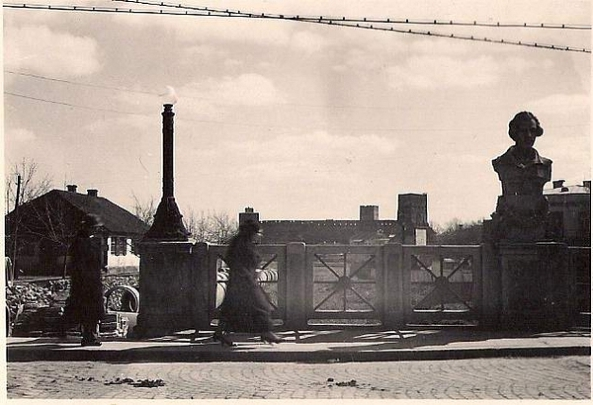
Вид на Луцький замок з моста Казимира Великого

Як писав польський письменник Юзеф Крашевський, з мосту відкривався найкращий вид на Луцький замок.
Однак поступово в XIX столітті прилегла до мосту площа була щільно забудована і на її місці залишилася лише невелика вуличка Братський Міст.
У 1920 році частину вулиці Братський Міст приєднали до Ринкової площі Старого міста з назвою Базиліанська.
У 1924 році на місці дерев'яного мосту через Глушець був побудований залізобетонний, названий на честь польського короля Казимира Великого. Лучани ж традиційно називали його Братнім, Базиліанським або Глушецьким.

Через деякий час по краях мосту встановили погруддя чотирьох видатних польських діячів: поета і драматурга Юліуша Словацького, вченого і просвітителя Тадеуша Чацького, письменника і художника Юзефа Ігнація Крашевського і письменника, лауреата Нобелівської премії з літератури 1905 року Генріха Сенкевича. На замовлення луцького магістрату ці скульптури виконав в Варшаві Аполлінарій Гловінський. 

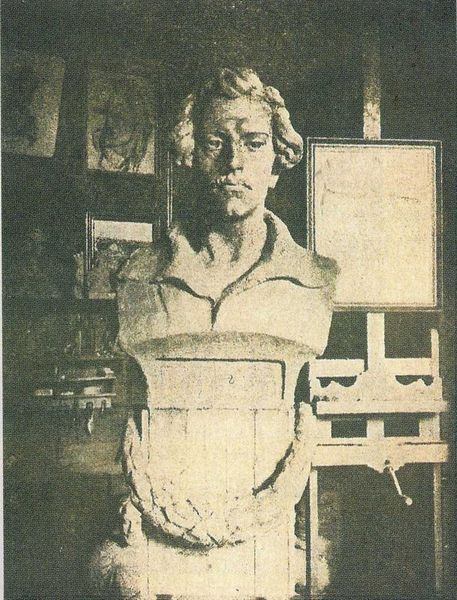
Юліуш Словацький
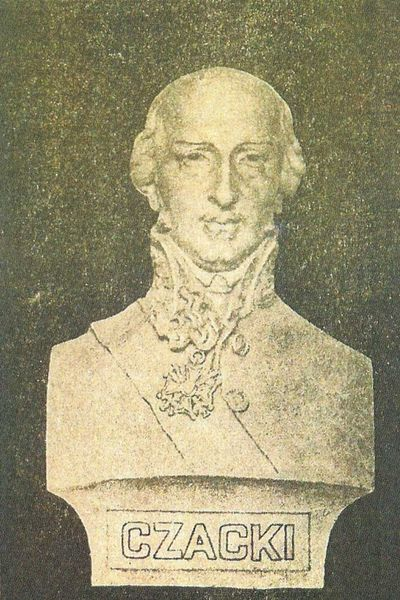
Тадеуш Чацький
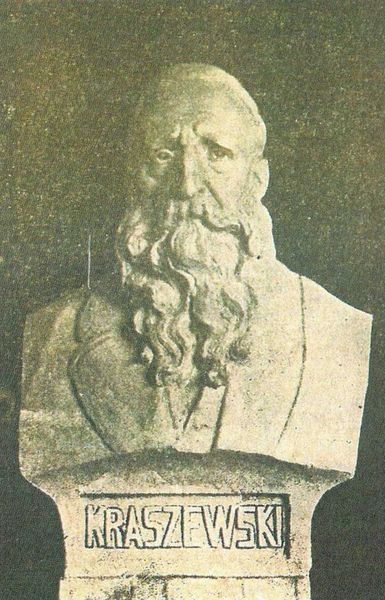
Юзеф Ігнацій Крашевський
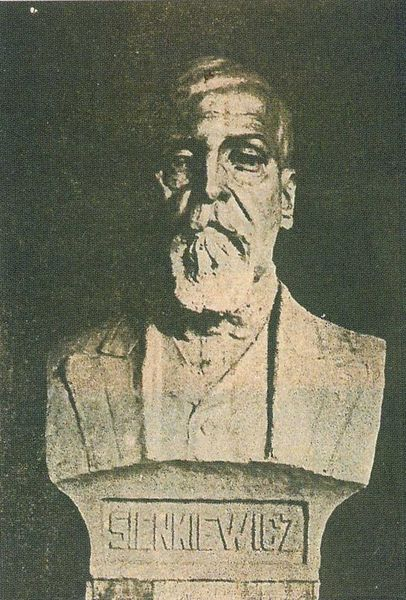
Генрик Сенкевич

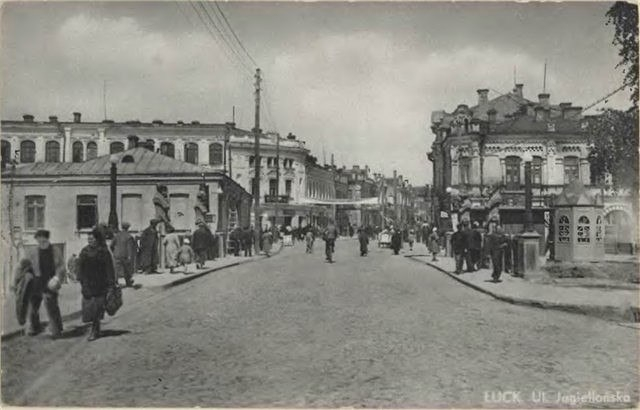
Вид на міст Казимира Великого і вулицю Ягеллонського (зараз Лесі Українки)

У кінці 1920-х років, у зв'язку з проєктуванням магістралі Схід-Захід, яка повинна була пройти по заплаві Стиру, значну частину Глушця осушили, розбивши на цій території сквер.
На північному заході площі на початку вулиці Ягеллонського (зараз Лесі Українки) в будинку Кронштейнів, що на даний час не зберігся, в першій половині XX століття розташовувався поштамт, перед яким було встановлено символічний знак, що вимірює відстань від Луцька до інших міст.

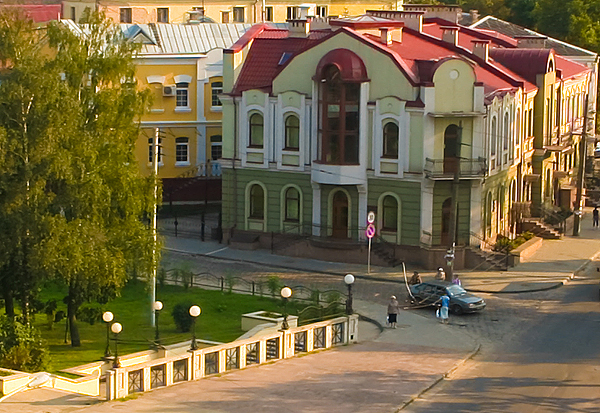
Фрагмент розчищеного історичного Братського мосту на однойменній площі

Після взяття Луцька Червоною армією в 1939 році Базиліанську площу перейменували на честь єврейського письменника Шолом-Алейхема.
З початку німецької окупації Луцька в 1941 році площі повернули назву Братський міст.
Під час реконструкції перехрестя в 1960-х роках Братський міст розібрали, а скульптури, які його прикрашали, зникли. У центрі розвилки було влаштовано об'їзне кільце.
У 1965 році площу перейменували на честь Лесі Українки й встановили на ній пам'ятник поетесі.
Однак через рік пам'ятник перенесли в центральний парк, названий на її честь, а площі дали назву Возз'єднання (див. Возз'єднання України з Росією).
У 1990 році її знову перейменували на площу Об'єднання (укр. Злуки ; див. Акт злуки УНР і ЗУНР)).
На порозі XXI століття площі повернули історичну назву Братський Міст та розчистили від асфальту частину історичного мосту.

## Пам'ятки
З півдня на площу Братський Міст виходять споруди комплексу Луцького братства.

На північному заході площі на початку вулиці Лесі Українки розташований будинок Кронштейнів, що зберігся, де в минулі часи розміщувалися різні організації — від дворянського зібрання до Луцького магістрату. Зараз у ньому розташовується медичний коледж. 

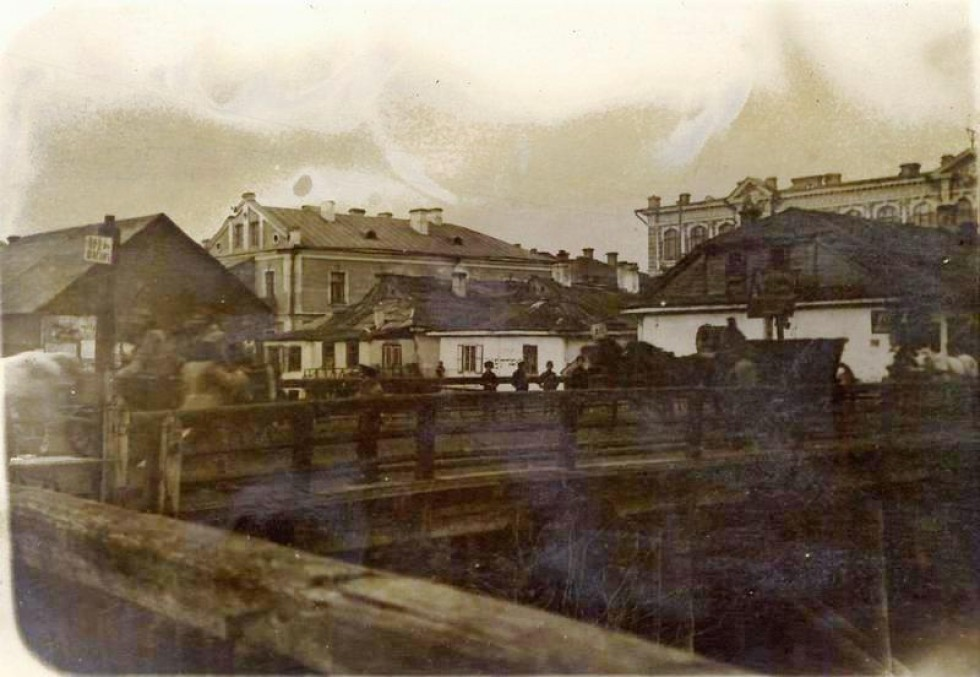
Ще дерев'яний Братський міст (інші зображення ).
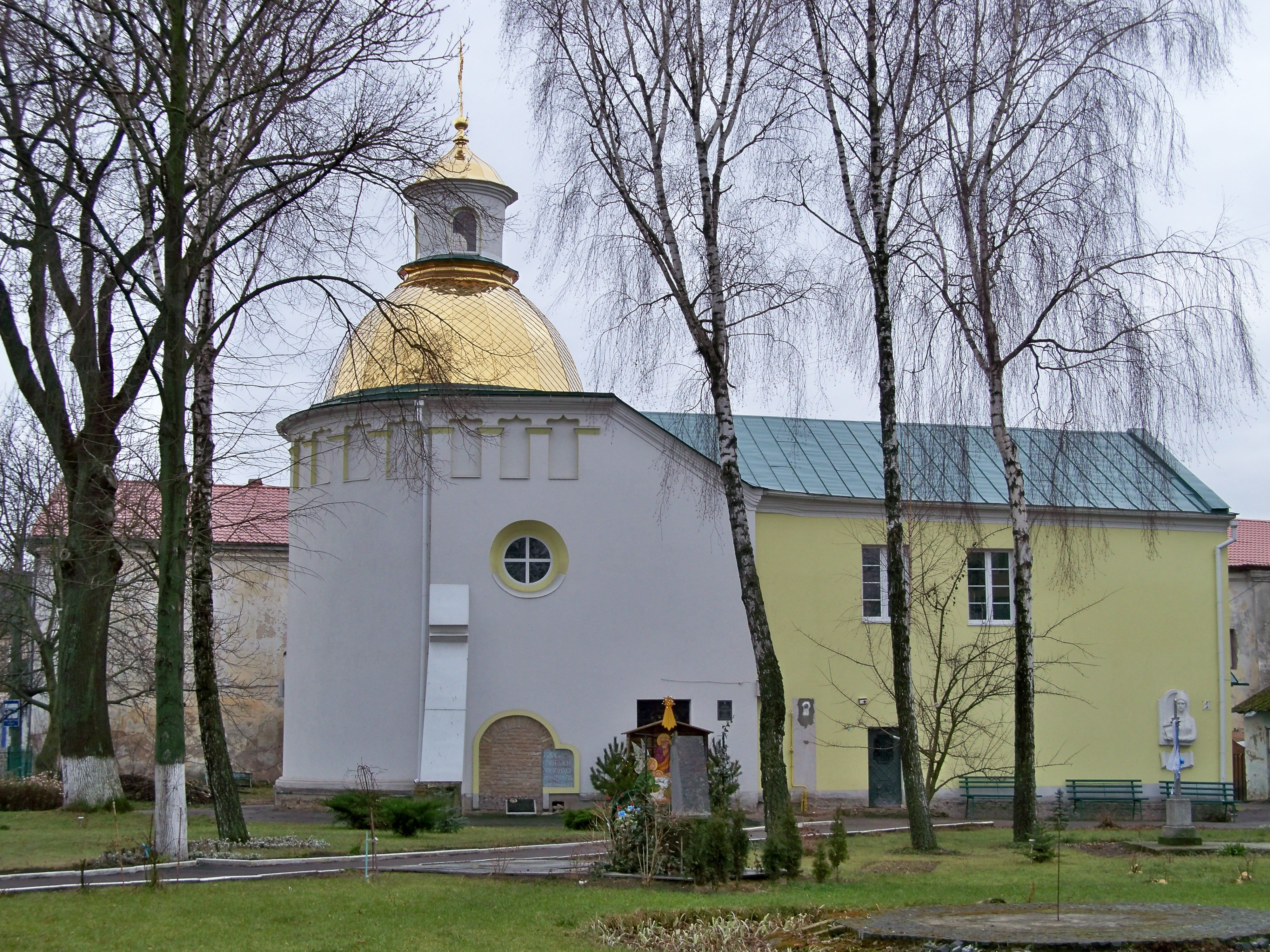
Братська Хрестовоздвиженська церква та монастир ( інші зображення).
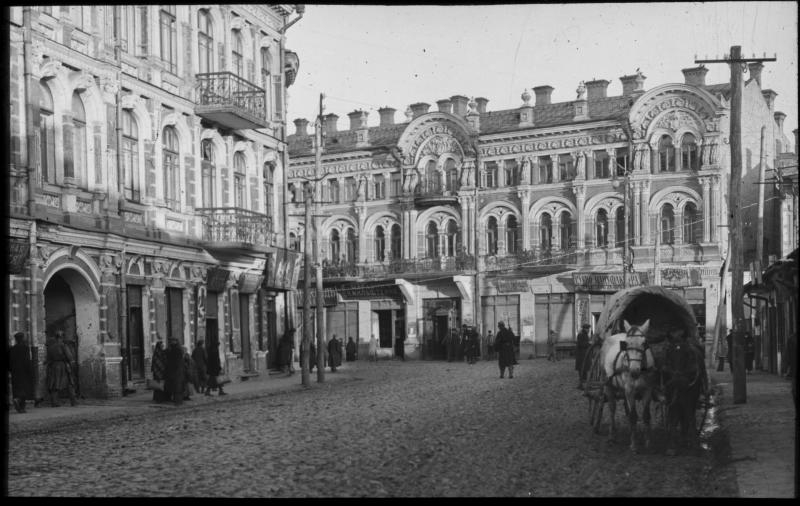
Історичне перехрестя нинішніх вулиць Ковельської та Лесі Українки (північ площі Братський Міст). Попереду будинок Кронштейнів.
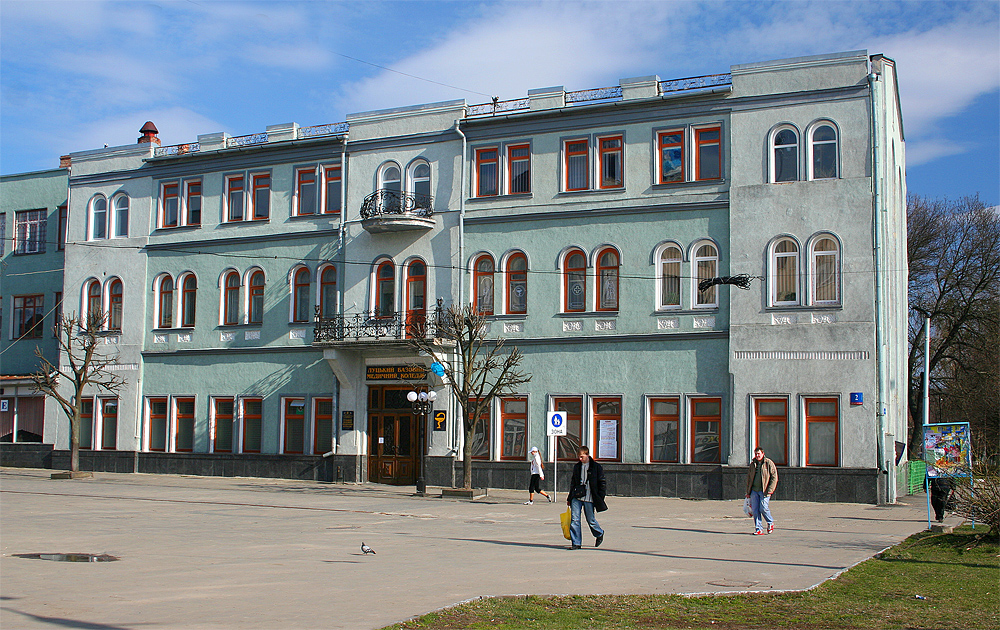
Медичний коледж на Лесі Українки (будинок Кронштейнів) в 2008 році (інші зображення).